# 물이
물이(fish louse)는 물고기빈대과에 속하며 학명은 Argulus japonicus이다. 물고기진드기 또는 잉어빈대라고도 한다. 몸이 편평한 원반 모양이고 투명하다. 머리와 제1가슴마디가 유합하여 동그란 모양의 배갑을 형성한다. 배에는 빨판이 있는데, 이것을 숙주의 몸에 밀착시켜 주둥이로 숙주의 체액이나 혈액을 빨아먹는다. 이것이 다수 기생하면 숙주는 쇠약해져서 죽는다. 숙주를 떠날 때는 네 쌍의 유영 다리를 움직여 헤엄친다. 번식기는 여름에서 가을까지인데, 수온이 15°C가 넘으면 산란한다. 한배의 산란수는 100-500개 정도이고 수초 등에 붙여 둔다. 알은 약 4주 후면 부화하고 노플리우스·메타노플리우스기를 거쳐 기생생활을 한다. 물이가 물고기에 기생하면 그 부위에 출혈반점이 생기고 심하면 비늘이 떨어진다. 물이는 원래 일본 고유종이었는데, 지금은 세계 각지에 퍼져서 분포한다.